# فندق لانغهام بليس
فندق لانغهام بليس (باللغة الصينية: 朗豪酒店) هو فندق من فئة الخمس نجوم، يقع في شارع شنغهاي 555، مونغ كوك، هونغ كونغ. تديره فنادق لانغهام الدولية.

## لمحة تاريخية
بدأ المشروع الجديد الذي يضم ثلاثة أماكن في مكان واحد: لانغهام بليس، برج المكاتب وفندق لانغهام بليس، كمشروع مشترك نفذته غريت إيجل جروب وهيئة التجديد الحضري. بدأ العمل في المشروع في عام 1988 بتكلفة بلغت 10 مليارات دولار أمريكي وانتهى العمل فيه في عام 2004.

## المرافق

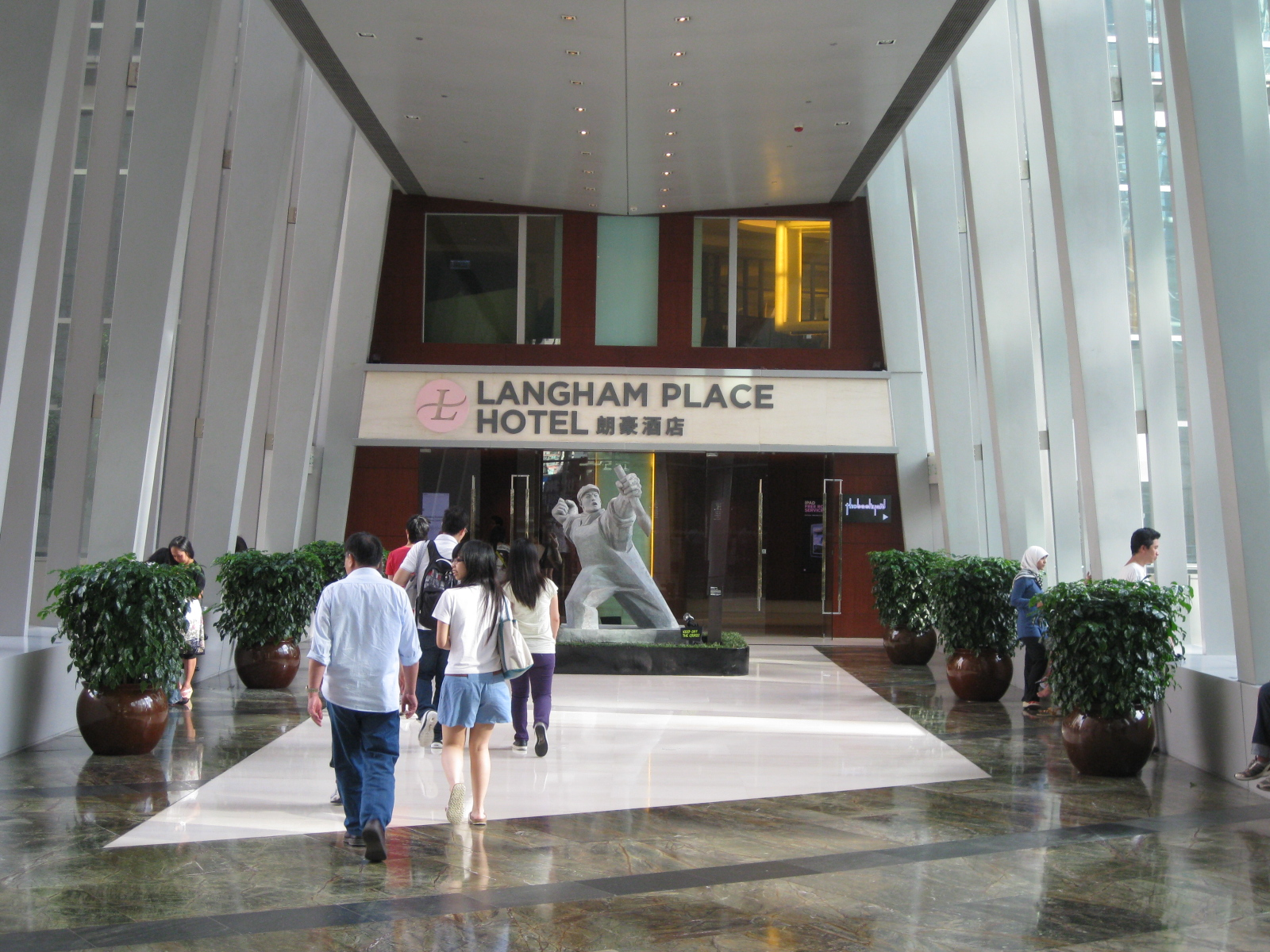
جسر يربط فندق لانغهام بليس بفندق لانغهام بليس

يضم الفندق 665 غرفة وأربعة مطاعم، بما في ذلك مطعم مينغ كورت الصيني الحائز على نجمتي ميشلين في نسخة هونغ كونغ وماكاو لعام 2009 من دليل ميشلين.
ويحتوي الفندق على مجموعة تضم أكثر من 1500 قطعة تمثل الفن الصيني المعاصر، تتضمن أعمالاً لوانغ غوانغي، يوي مينجونغ وجيانغ شو.
كما تم تصنيفه كأحد «أفضل فنادق فئة الخمس نجوم» من قبل مجلة ترافيل ويكلي آسيا في عام 2007. وقد تم تصنيف مينغ كورت في عام 2010 «أفضل مطعم للمأكولات البحرية» وتم تصنيف طبقهم سمك القشر والأرز في ورقة لوتس «كأفضل طبق أرز» في قائمة أفضل المأكولات في هونغ كونغ لعام 2010 والتي وضعتها سي إن إن ترافل.

## جدل التسويق الإلكتروني
من أجل الترويج لفنادقها استعانت الإدارة بشركة بروزبرتي ريسرش لإنتاج سلسلة من الرسائل الإلكترونية من أجل حملة إنترنت على شبكة التواصل الاجتماعي تحت عنوان "الصفقة الكبرى".ولكن ما لبثت أن تعرضت مقاطع الفيديو هذه للانتقاد لإنتاجها السيئ واستهزائها بالثقافة المحلية. وقامت إدارة الفندق بإنهاء علاقتها مع الشركة بعد نشر الفيديو الثالث لها، وأزالت الفيديو واعتذرت بعد رد الفعل السلبي على تويتر وقامت الإدارة بإنهاء الحملة بسبب "إمكانية حدوث مبالغة في اللهجة في اتجاه لم يكن مقصوداً".وقالت المجموعة إن الحملة هي "درس قيّم في إيصال الفروق الثقافية في بيئة التسويق الاجتماعي وفهم القوة التي تحملها وسائل التواصل الاجتماعي.

## روابط خارجية
الموقع الرسمي